# Digitaria effusa
Digitaria effusa är en gräsart som beskrevs av Jan Frederik Veldkamp. Digitaria effusa ingår i släktet fingerhirser, och familjen gräs. Inga underarter finns listade i Catalogue of Life.